# Salarides
919–1062
Entités précédentes :
- Sajides
- Alavides
- Califat abbasside

Entités suivantes :
- Rawwadides
- Empire seldjoukide

Les Salarides, Sallarides, Kangarides, Moussafirides sont les membres d'une dynastie de daylamites qui, vers la fin du IXe siècle, ont pris le contrôle des environs de Zanjan puis du Mazandéran.Les Salarides furent renversés par les Seldjoukides en 1062 ; mais une grande partie du Gilan était tombée au pouvoir des Samanides.

## Liste des princes
- mort avant 953 : Mohammed ibn Moussafir (en)
- 941-957 : Es-Sallar el-Merzeban son fils ;
- 957-960 : Djestan Ier son fils ;
- 960-        : Wahsudan Ier fils de Mohammed ;
- 1038-      :Djestan II, fils d'Ibrahim et petit-fils de Sallar ;
- jusqu'en 1064 : Abu Mansur Wahsudan II ibn Mohammed

## Source
- Anthony  Stokvis, Manuel d'histoire, de généalogie et de chronologie de tous les États du globe, depuis les temps les plus reculés jusqu'à nos jours, chapitre VIII, tableau généalogique n°10  p. 124,  sous-chapitre II « Dynasties des Musafirides ou Sallarides », §10 p. 125.